# Charlie Watts
Charles Robert Watts (Londres, Inglaterra; 2 de junio de 1941 - ibidem, 24 de agosto de 2021) fue un músico y baterista británico reconocido por haber integrado la banda de rock The Rolling Stones. Permaneció en el grupo desde su ingreso en 1963 hasta su retirada en 2021 poco antes de morir, formando con el cantante Mick Jagger y el guitarrista Keith Richards la asociación más duradera en la historia del género. Según declaraciones de Jagger y Richards, Watts era el verdadero líder de la banda.
Con una formación de artista gráfico, comenzó a tocar la batería en los clubes rhythm and blues de Londres, donde conoció a Brian Jones, Mick Jagger y Keith Richards. En enero de 1963, se unió a su incipiente grupo, The Rolling Stones, ejerciendo el rol de baterista y diseñador de portadas de sus álbumes y escenarios de gira. También realizó varias presentaciones con su propio grupo, Charlie Watts Quintet, apareciendo en el Ronnie Scott's Jazz Club de Londres bajo el nombre Charlie Watts Tentet.
En 2006 Watts fue admitido como miembro en el Salón de la Fama de la revista Modern Drummer; en el mismo año, Vanity Fair lo incluyó en el Salón de la fama internacional de los mejor vestidos. Según el reconocido crítico musical Robert Christgau, Watts es "el mejor baterista de rock". En 2016, ocupó el puesto 12 en la lista de los "100 mejores bateristas de todos los tiempos" de la revista Rolling Stone.
Con más de 50 años de carrera, dejó un patrimonio neto de aproximadamente $ 170 millones de dólares.

## Primeros años

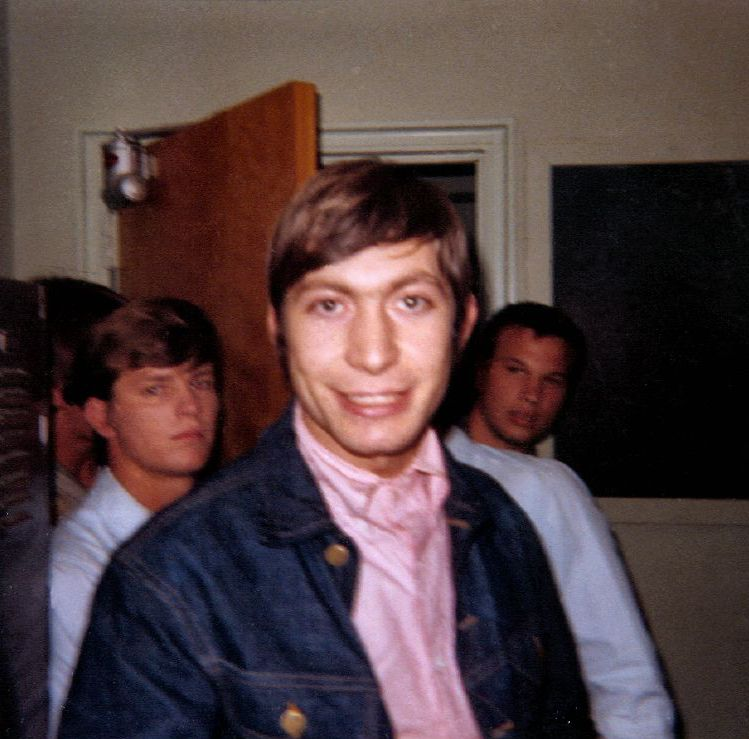
Watts, en el backstage de un show de 1965.

Nació el 2 de junio de 1941 en el University College Hospital de Londres, Reino Unido. Hijo de Charles Richard Watts, un camionero del London, Midland & Scottish Railway, y su esposa Lillian Charlotte Eaves. Se crio, junto con su hermana Linda, en el distrito Kingsbury. Asistió a la Escuela Tyler's Croft Secondary Modern School entre 1952 y 1956; Como un colegial, mostró un talento para el arte, el críquet y el fútbol.
Durante su infancia vivió junto con su familia en una casa prefabricada, en el 23 de Pilgrims Way en Wembley. Muchas de las casas de la zona habían sido destruidas por bombardeos alemanes durante la Segunda Guerra Mundial.
Un vecino de Watts, Dave Green, quien vivía al lado, es amigo de la infancia y lo siguieron siendo toda la vida; Green se convirtió en un bajista de jazz. Green recuerda que "cuando éramos niños, descubrimos discos de 78 rpm. Charlie tenía más discos que yo... Solíamos ir a su habitación y sacar estos discos".
Los primeros discos de Watts eran grabaciones de jazz; recuerda haber tenido registros de 78 RPM de Jelly Roll Morton y Charlie Parker. Green recuerda que Watts también "tenía uno con Monk y Johnny Dodge Trio. Charlie estaba por delante de mí en la escucha y las adquisiciones".
Cuando Watts y Green tenían alrededor de trece años, Watts se interesó en tocar la batería "Compré un banyo y no me gustaron los puntos en el cuello. Así que le quité el cuello y, al mismo tiempo, escuché a un baterista llamado Chico Hamilton, que tocaba con Gerry Mulligan, y quería tocar así, con pinceles. No tenía un tambor, así que puse la cabeza del banyo en un soporte". Sus padres le compraron su primera batería en 1955; estaba interesado en el jazz y practicaba junto con los discos que coleccionaba.
Green y Watts comenzaron sus carreras musicales juntos en 1958, tocando en una banda de jazz en Middlesex llamada Jo Jones All Stars hasta 1959. Watts comenzó con el rhythm and blues sin conocerlo, comentando: "Me metí en el rhythm and blues. Cuando me pidieron que tocara, no sabía qué era. Pensé que se refería a Charlie Parker, así que toqué lento".
Después de completar la escuela secundaria, se matriculó en Harrow Art School (posteriormente absorbida por la Universidad de Westminster), a la que asistió hasta 1960. Después de abandonar la escuela, Watts trabajó como diseñador gráfico para una empresa de publicidad llamada Charlie Daniels Studios, y también tocó la batería ocasionalmente con bandas locales en cafeterías y clubes.
En 1961 conoció a Alexis Korner, quien lo invitó a unirse a su banda, Blues Incorporated. En ese momento, Watts se dirigía a trabajar por una temporada como diseñador gráfico en Dinamarca, pero aceptó la oferta de Korner cuando regresó a Londres en febrero de 1962. A lo largo de ese año tocó regularmente con la banda, mientras mantenía un trabajo con otra empresa de publicidad llamada Charles, Hobson y Gray.
A mediados de 1962 Watts conoció a Brian Jones, Ian Stewart, Mick Jagger y Keith Richards, quienes también frecuentaban los clubes de rhythm and blues de Londres, pero no fue hasta enero de 1963 que Watts finalmente accedió a unirse a The Rolling Stones, para sustituir al anterior baterista, Tony Chapman. Watts fue el último de los cinco miembros permanentes de los Stones en llegar al grupo, el cual se había formado pocos meses antes y tuvo varios cambios de formación hasta ese momento.

## Carrera musical
Además de su música, Watts contribuyó con el arte gráfico en los primeros discos de los Stones, como la contratapa del disco Between the Buttons.

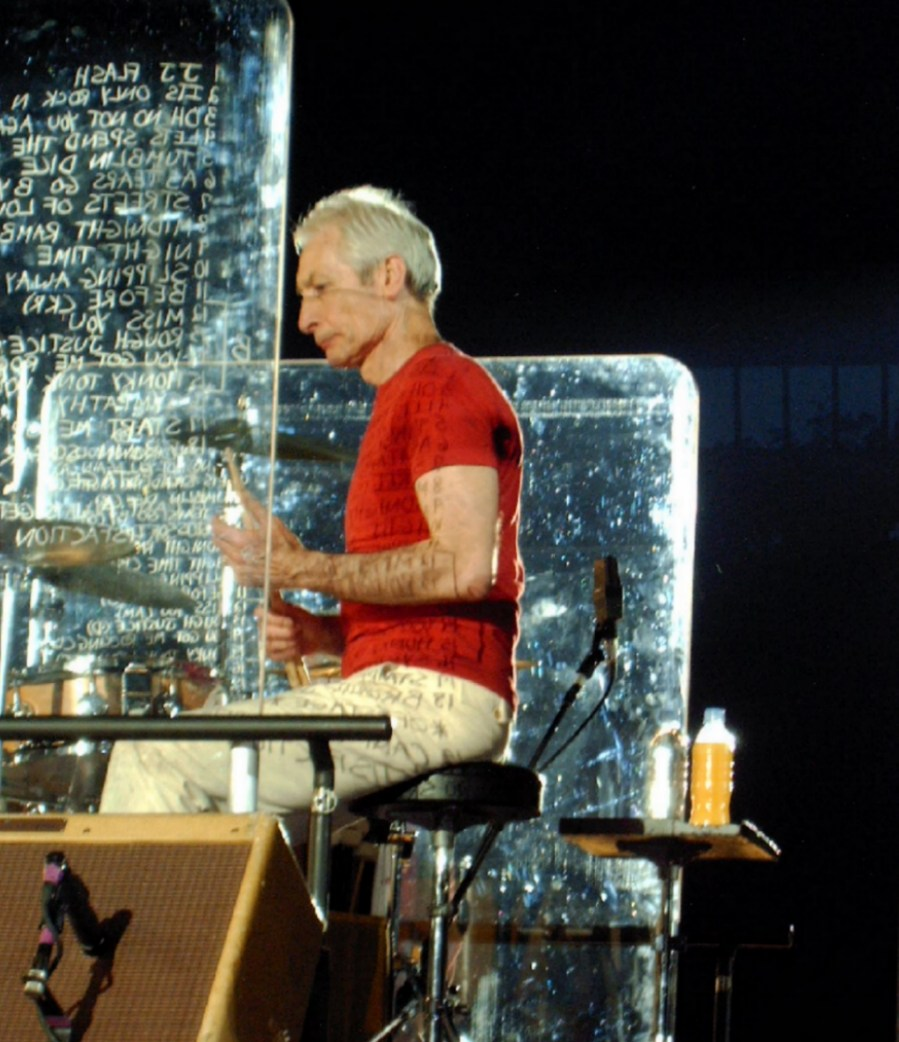
Watts durante un show de los Stones en 2006.

Fue responsable de la conferencia de prensa que anunciaba el Tour of the Americas '75, en la ciudad de Nueva York. La banda sorprendió a cientos de periodistas y al público en general al interpretar «Brown Sugar», subidos en el acoplado de un camión de plataforma en medio del tráfico de Manhattan. Watts recordó que esta era una forma común en que las bandas de jazz de Nueva Orleans promocionaban las próximas fechas. 
Además, junto con Jagger, diseñó los elaborados escenarios para las giras, primero contribuyendo el diseño en forma de flor de loto del Tour of the Americas '75, así como el Steel Wheels/Urban Jungle Tour entre 1989-1990, el Bridges to Babylon Tour de 1997, el Licks Tour entre 2002–2003 y el A Bigger Bang Tour entre 2005–2007.
Watts ha participado en muchas actividades fuera de su vida como miembro de los Stones. En 1964, publicó una selección de dibujos animados en homenaje a Charlie Parker titulado Ode to a High Flying Bird. Aunque se ha hecho un nombre en el rock, sus gustos personales residen principalmente en el jazz. A fines de la década de 1970, se unió a Ian Stewart y Dick Morrissey en la banda de boogie-woogie Rocket 88, que contó con muchos de los mejores músicos de jazz, rock y R&B del Reino Unido.
En la década de 1980, realizó una gira mundial con una gran banda que incluía nombres como Evan Parker, Courtney Pine y Jack Bruce, quien también era miembro de Rocket 88. En 1991, organizó un quinteto de jazz como tributo a Charlie Parker. 
En 1993 vio el lanzamiento de Warm And Tender, del Charlie Watts Quintet,que incluyó al vocalista Bernard Fowler. Este mismo grupo lanzó Long Ago And Far Away en 1996. Ambos discos incluyeron una colección de los estándares de Great American Songbook. 
Después de una exitosa colaboración del músico estadounidense Jim Keltner en el álbum de los Stones Bridges to Babylon, Watts y Keltner lanzaron un álbum tecno / instrumental simplemente titulado, Charlie Watts / Jim Keltner Project. Watts declaró que a pesar de que las pistas llevaban nombres como "Elvin Suite" en honor a Elvin Jones, Max Roach y Roy Haynes, no copiaban su estilo de batería, sino que capturaban el feeling de esos artistas. 
Watts at Scott's fue grabado con su grupo, Charlie Watts Tentet, en el famoso club de jazz de Londres, Ronnie Scott's. En abril de 2009 comenzó a realizar conciertos con el ABC&D de Boogie Woogie junto con los pianistas Axel Zwingenberger y Ben Waters además de su amigo de la infancia Dave Green en el bajo.
En 1989, los Stones fueron incluidos en el Salón de la Fama del Rock and Roll. En 2006, Watts fue elegido como miembro en el Salón de la Fama de la revista Modern Drummer, uniéndose a Ringo Starr, Keith Moon, Steve Gadd, Buddy Rich y otros bateristas muy estimados e influyentes de la historia del rock y el jazz.
En la estimación del destacado crítico musical Robert Christgau, Watts es "el mejor baterista de rock".

## Vida privada e imagen pública

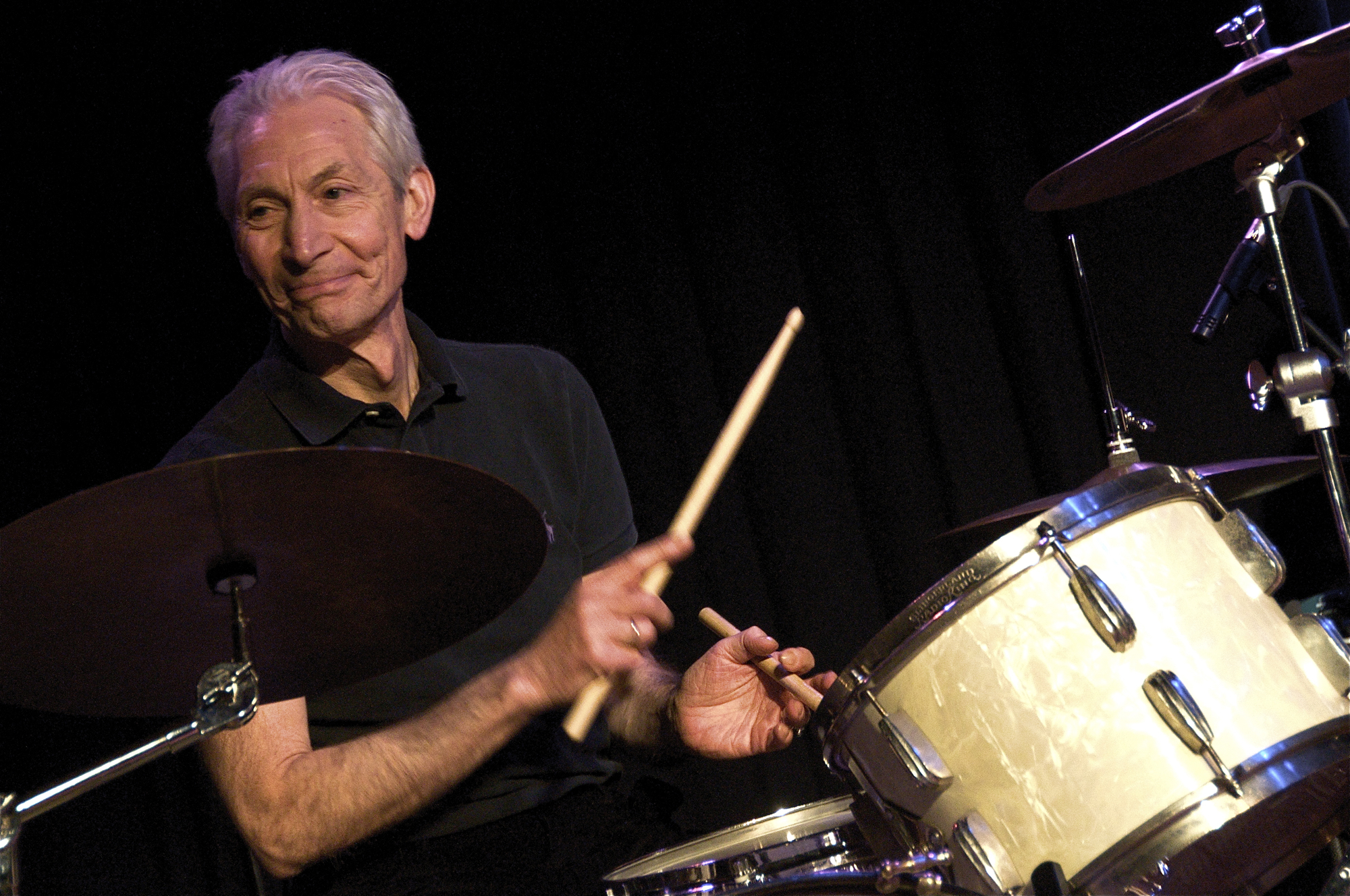
Watts durante un show de los Stones en 2010.

El 14 de octubre de 1964, Watts se casó con Shirley Ann Shepherd (11 de septiembre de 1938 - 18 de diciembre del 2022), a quien había conocido antes de que la banda tuviera éxito. La pareja tuvo una hija, Serafina, nacida en marzo de 1968, que a su vez dio a luz a la única nieta de Watts, una niña llamada Charlotte.
Watts se destacó del resto de la banda por ser atípico respecto de los demás integrantes, era más bien modesto, sin proyectarse en los escenarios como un personaje muy masculino y se vestía formalmente al más puro estilo británico tradicional, acostumbraba a contestar con monosílabos a los periodistas, mantuvo una vida estable en su ámbito interno. Le gustaba el jazz y admiraba a Kenny Clarke. También gustaba de coleccionar objetos y muebles antiguos como hobby. Watts manifestaba una relación de amor-odio hacia las giras. Durante una entrevista en el programa Desert Island Discs de la BBC Radio 4 en febrero de 2001, dijo que ha tenido un hábito compulsivo durante décadas de dibujar cada nueva habitación de hotel que ocupa, y sus muebles. Dijo que mantiene cada boceto, pero aún no sabe por qué siente la compulsión de hacer esto.
La vida personal de Watts parece ser más tranquila que la de sus compañeros de banda y de muchos sus colegas de rock and roll. En el escenario, parece proporcionar un contrapunto tranquilo y divertido a sus extravagantes compañeros de banda. Siempre fiel a su esposa Shirley, Watts rechazó constantemente los favores sexuales de las groupies en el camino; en el documental de la gira estadounidense de 1972 realizado por Robert Greenfield STP: A Journey Through America with The Rolling Stones, se observa que cuando el grupo fue invitado a la Mansión Playboy durante esa gira, Watts aprovechó la sala de juegos de Hugh Hefner en lugar de juguetear con las mujeres: "Nunca he llenado el estereotipo de la estrella de rock", comentó. "En los años 70, Bill Wyman y yo decidimos dejarnos crecer la barba, y el esfuerzo nos dejó exhaustos".
Watts ha hablado abiertamente sobre un período a mediados de la década de 1980 cuando su consumo moderado de alcohol y drogas (heroína) se volvió problemático: "(Mis problemas con las drogas y el alcohol eran) mi forma de lidiar con (problemas familiares)... Mirando hacia atrás, creo que fue una crisis de mediana edad. Todo lo que sé es que me convertí totalmente en otra persona alrededor de 1983 y salí de eso alrededor de 1986. Casi pierdo a mi esposa y todo por mi comportamiento".
A mediados de la década de 1980, un intoxicado Jagger llamó a la habitación del hotel de Watts en medio de la noche preguntando "¿Dónde está mi baterista?". Según los informes, Watts se levantó, se afeitó, se vistió con un traje, se puso una corbata y zapatos recién lustrados, bajó las escaleras y golpeó a Jagger en la cara, diciendo: "No vuelvas a llamarme 'tu baterista' otra vez. ¡Eres mi maldito cantante!".
Watts destaca por su vestuario personal: el periódico británico The Daily Telegraph lo nombró uno de los hombres mejor vestidos del mundo. En 2006, Vanity Fair lo incluyó en el Salón de la fama internacional de los mejores vestidos.
En junio de 2004, Watts fue diagnosticado con cáncer de garganta, a pesar de haber dejado de fumar a fines de la década de 1980 y llevar un estilo de vida sano. Se sometió a un tratamiento de radioterapia de 6 semanas. Logró volver a tiempo para grabar el disco A Bigger Bang de los Rolling Stones, lanzado en 2005.
En junio de 2005, casi pierde la vida de nuevo, esta vez por un accidente automovilístico en Niza, Francia.
Hasta su muerte Watts vivió en Dolton, una aldea rural en el oeste de Devon, donde él y su esposa Shirley eran dueños de una granja de caballos árabes. También poseía un porcentaje de varias entidades corporativas de The Rolling Stones.

## Fallecimiento
La gira No Filter Tour del grupo estaba programada para concluir en 2020, pero tuvo que ser pospuesta debido a la pandemia de Covid-19. Se anunció que se reanudaría en septiembre de 2021.
No obstante, a principios de agosto se anunció que, debido a problemas médicos, Charlie Watts sería sustituido a la batería por Steve Jordan, músico colaborador de Keith Richards, por lo que restaba de gira, siendo la primera vez en la historia del grupo que uno de sus miembros no participaría en directo. Había decidido no ir de gira con la banda, para recuperarse de un procedimiento médico posiblemente relacionado con su antiguo cáncer.
Sin embargo, el 24 de agosto de 2021, la oficina de los Stones anunció el fallecimiento de Watts a los 80 años, en un hospital de Londres.
El 20 de septiembre de 2021, como antesala al reinicio de la gira, el grupo dio un concierto privado en el Gillette Stadium de Foxborough, Massachusetts, siendo la primera vez desde enero de 1963 que Charlie Watts no estaba con ellos en el escenario. Mick Jagger, acompañado por Keith Richards y Ronnie Wood al frente del escenario, pronunció un emotivo discurso como homenaje a su compañero recién fallecido.

## Discografía
- 1986: Live at Fulham Town Hall (Charlie Watts Orchestra)
- 1991: From One Charlie (Charlie Watts Quintet)
- 1992: Tribute to Charlie Parker with Strings (Charlie Watts Quintet)
- 1993: Warm & Tender (Charlie Watts)
- 1996: Long Ago & Far Away (Charlie Watts)
- 2000: Charlie Watts/Jim Keltner Project (Charlie Watts y Jim Keltner)
- 2004: Watts at Scott's
- 2010: The ABC&D of Boogie Woogie – The Magic of Boogie Woogie
- 2012: The ABC&D of Boogie Woogie Live in Paris
- 2017: Charlie Watts meets the Danish Radio Big Band (Live At Danish Radio Concert Hall, Copenhagen / 2010)